# Agarna bengalensis
Agarna bengalensis là một loài chân đều trong họ Cymothoidae. Loài này được Kumari, Hanumantha Rao & Shaymasundari miêu tả khoa học năm 1990.